# Wielki Moczar
Wielki Moczar (niem. Kotzen Pfuhl) – rozległy kompleks bagien, mokradeł i torfowisk położonych w zachodniej części Pobrzeża Szczecińskiego w obrębie Wzgórz Bukowych w Puszczy Bukowej.
Wielkim Moczarem nazywany jest rozległy kompleks bagien, mokradeł i torfowisk, częściowo osuszonych, rozciągający się wzdłuż głównego pasma Wzgórz Bukowych. Wypływa stąd Suchy Potok na krańcu zachodnim i Dobropolski Potok na wschodnim.
Częścią Wielkiego Moczaru jest Surowizna